# Hellevoetsluis
Hellevoetsluis  è stata una municipalità dei Paesi Bassi di 39 799 abitanti situata sull'isola di Voorne nella provincia dell'Olanda Meridionale.
Dal 1º gennaio 2023 il suo territorio si è fuso con le municipalità di Brielle e Westvoorne per formare l'attuale comune di Voorne aan Zee.